# Menen Asfaw
Menen Asfaw (Walatta Giyorgis; Wolo, 3 de abril de 1891-Adís Abeba 15 de febrero de 1962) fue la emperatriz consorte de Etiopía entre 1930 y 1962, por su matrimonio con el emperador Haile Selassie.

## Familia
Menen Asfaw nació en Ambassel, como hija de Asfaw, Jantirar de Ambassel yo Woizero Sehin Michael. Su madre era hija de Negus Mikael de Wolo y su tío era el emperador Iyasu V (Lij Iyasu).
Nació el 26 de Magabit de 1881 según el calendario etíope.
Según algunos informes, la entonces Woizero Menem Asfaw fue dada en matrimonio por su familia a una edad temprana, como era costumbre. Fue entregada al noble Dejazmach Ali de Cherecha. El matrimonio tuvo una hija, Woizero Belaynesh Ali, y un hijo, Jantirar Asfaw Ali. Este primer matrimonio terminó en divorcio, y su familia natal luego arregló que Menen Asfaw se casara con Dejazmach Amede Ali Aba-Deyas, otro noble muy prominente de Wolo. También tuvo a su segundo esposo dos hijos, una hija, Woizero Desta Amede, y un hijo, Jantirar Gebregziabiher Amede. Tras la repentina muerte de su segundo esposo, el abuelo de Woizero Menen, Negus Mikael arregló su matrimonio con Ras Leulseged Atnaf Seged, un destacado noble de Shewan, que era considerablemente mayor que Woizero Menen a fines de la primera década del 1900.
Woizero Menen probablemente conoció a Dejazmach Tafari Makonnen (más tarde el emperador Haile Selassie) en la casa de su tío, Lij Iyasu. La relación entre los dos puede haber inspirado a Lij Iyasu a intentar unir a Dejazmach Tafari con más firmeza a través de los lazos matrimoniales. Por lo tanto, terminó el acuerdo (ya sea matrimonio o compromiso) entre Woizero Menen y Ras Leulseged, y la envió a Harrar para casarse con Dejazmach Tafari Makonnen. Ras Leulseged aparentemente no guardaba rencor contra Dejazmach Tafari por esta circunstancia, culpando completamente a Lij Iyasu que lo había ordenado. De hecho, él estaba entre los líderes que lucharon del lado de Dejazmach Tafari Makonnen en la Batalla de Segale, y murieron en esa batalla.

## Emperatriz

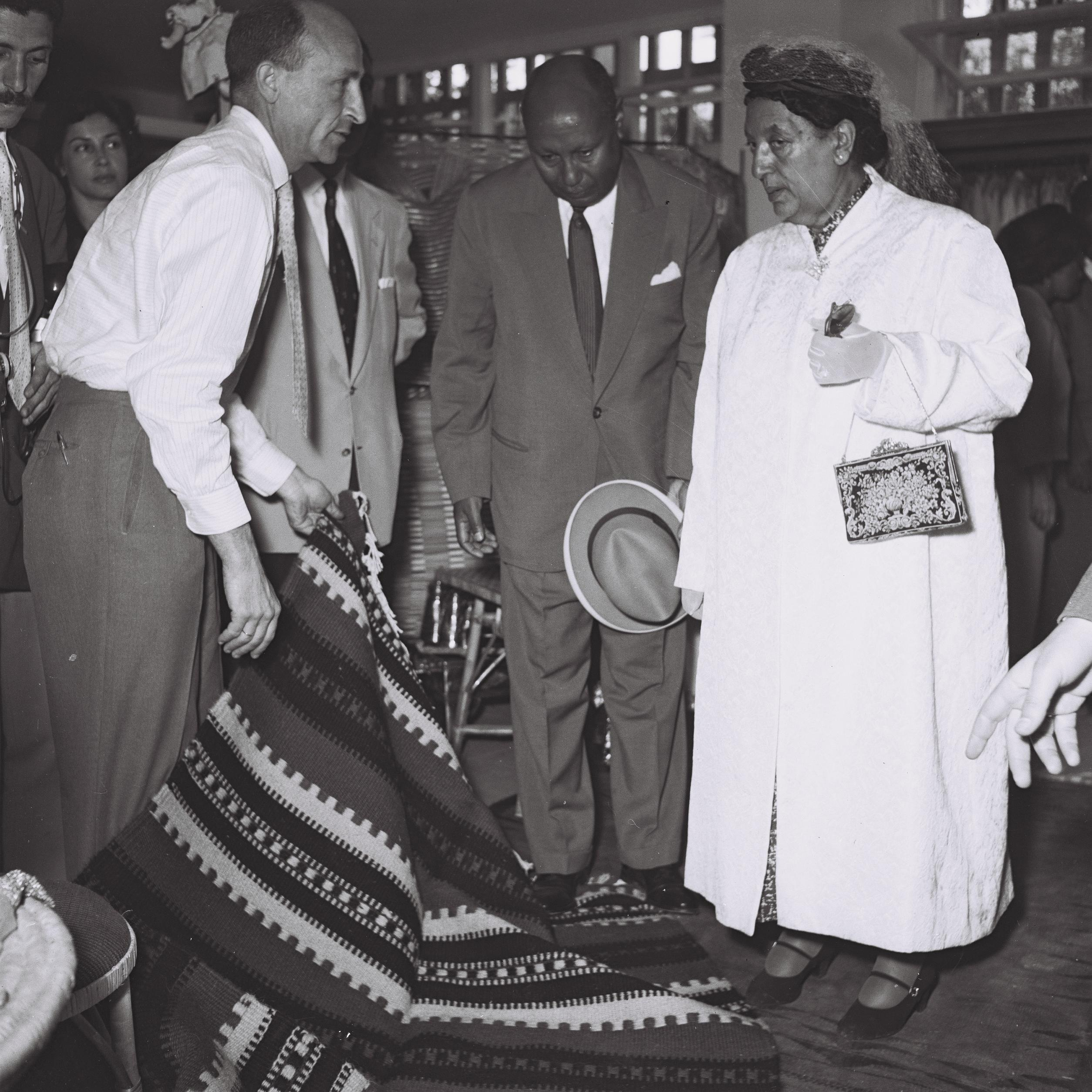
La emperatriz Menen Asfaw de Etiopía en una visita privada a Israel el 6 de mayo de 1959.

El relato dado en la Autobiografía del Emperador, Mi Vida y el Progreso de Etiopía, no menciona ningún matrimonio previo o hijos de la Emperatriz Menen y ninguna orden de Iyasu, pero solo establece que a la edad de 20 años, se casaron por su propio consentimiento mutuo, y la describe como "una mujer sin malicia alguna". Cuando Tafari Makonnen se convirtió en Emperador de Etiopía como Haile Selassie I, Menen Asfaw fue coronada junto a su esposo.
La emperatriz Menen fue activa en la promoción de las mujeres etíopes, fue la Patrona de la Cruz Roja de Etiopía y la Organización Caritativa de las Mujeres de Etiopía. También fue patrona de la Sociedad de Jerusalén que organizó peregrinaciones a Tierra Santa. Fundó la Empress Menen School for Girls en Addis Ababa, la primera escuela para niñas, e internado.
Era una mujer devota, brindó apoyo a la Iglesia ortodoxa etíope. Construyó, renovó y dotó numerosas iglesias en Etiopía y en Tierra Santa. Destacan entre ellos la Iglesia de San Raguel en el distrito Merkato de Addis Abeba, la Iglesia Kidane Mehret (Nuestra Señora del Pacto de la Misericordia) en el Monte Entoto y el Monasterio de la Santísima Trinidad a orillas del río Jordán en Tierra Santa.
Cuando la Emperatriz fue exiliada de Etiopía durante la ocupación italiana de 1936 a 1941, hizo una promesa a la Virgen María en la Iglesia de la Natividad en Belén, prometiendo darle su corona a la iglesia si Etiopía fuera liberada de la ocupación. La emperatriz hizo numerosas peregrinaciones a los lugares sagrados en la Palestina gobernada por los británicos, en Siria y en el Líbano, durante su exilio para rezar por su patria ocupada. Tras el regreso del emperador Haile Selassie I y su familia a Etiopía en 1941, se hizo una réplica de la corona para futuras emperatrices, pero la corona original con la que la emperatriz Menen fue coronada al lado de su esposo en 1930 fue enviada a la Iglesia de Natividad en Belén. La emperatriz Menen, aunque a menudo se la ve usando una tiara en eventos públicos que lo solicitaron, nunca volvería a usar una corona.
La emperatriz Menen evitó el papel político público que su predecesora como emperatriz consorte, la emperatriz Taytu Betul, había asumido, lo que había causado un profundo resentimiento en los círculos gubernamentales durante el reinado de Menelik II.

## Descendencia

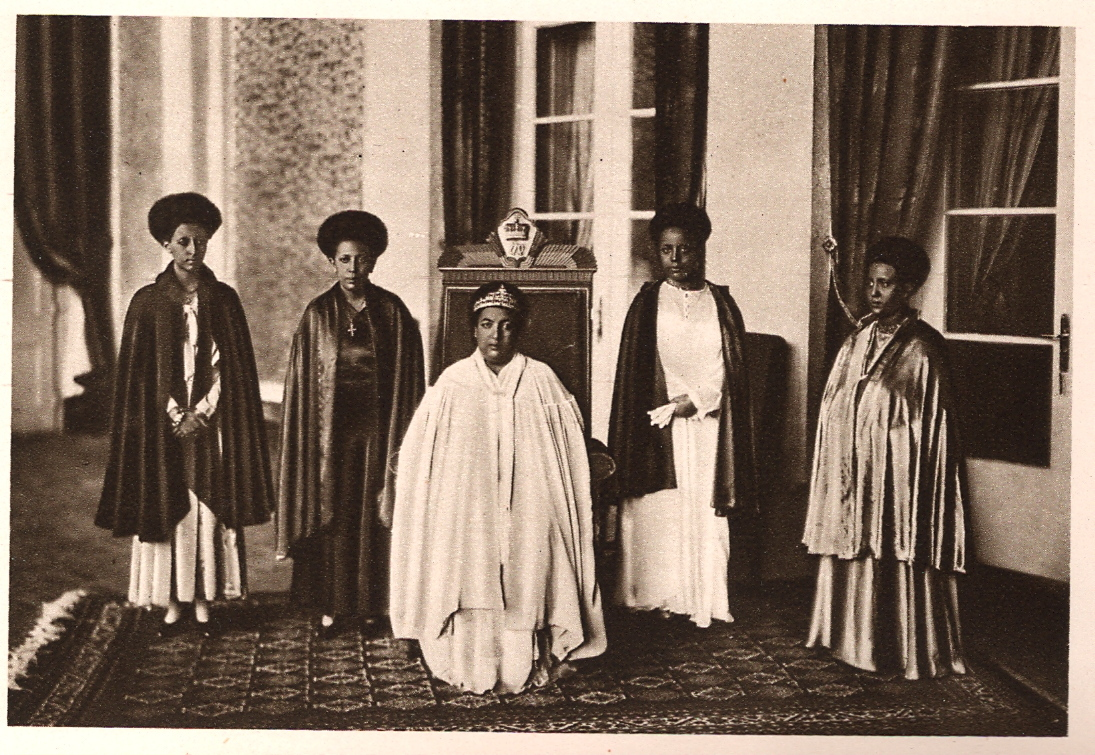
La emperatriz Menen Asfaw sentada en el centro y las mujeres de la familia. De izquierda a derecha: la princesa Tsehai, la princesa Tenagnework y la princesa Zenebework, sus hijas, y en el extremo derecho está la princesa Wolete Israel Seyoum, su nuera.

La emperatriz Menen y el emperador Haile Selassie fueron padres de seis hijos: la princesa Tenagnework, el príncipe heredero Asfaw Wossen, la princesa Tsehai, la princesa Zenebework, el príncipe Makonnen y el príncipe Sahle Selassie.